# Uta Abe
Uta Abe –em japonês, 阿部詩, Abe Uta– (Kobe, 14 de julho de 2000) é uma judoca japonesa.
Participou nos Jogos Olímpicos de Verão de 2020, obtendo duas medalhas, ouro na categoria de –52 kg e prata na equipa mista. Conquistou o Campeonato Mundial em 2018, 2019, 2022 e 2023.

## Palmarés internacional
| Jogos Olímpicos    | Jogos Olímpicos    | Jogos Olímpicos  | Jogos Olímpicos |
| Ano                | Lugar              | Medalha          | Categoria       |
| ------------------ | ------------------ | ---------------- | --------------- |
| 2020               | Tóquio ( Japão)    | Medalha de ouro  | –52 kg          |
| 2020               | Tóquio ( Japão)    | Medalha de prata | Equipa mista    |
| Campeonato Mundial |                    |                  |                 |
| Ano                | Lugar              | Medalha          | Categoria       |
| 2018               | Baku ( Azerbaijão) | Medalha de ouro  | –52 kg          |
| 2019               | Tóquio ( Japão)    | Medalha de ouro  | –52 kg          |